# Dariusz Zielenkiewicz
Dariusz Zielenkiewicz (ur. 4 lipca 1972) – polski lekkoatleta, specjalizujący się w biegach sprinterskich.

## Osiągnięcia
- Mistrzostwa Europy juniorów w lekkoatletyce
  - Saloniki 1991 – srebrny medal w sztafecie 4 × 400 m[1]

- Mistrzostwa Polski seniorów w lekkoatletyce
  - Warszawa 1992 – brązowy medal w biegu na 400 m[2]

- Halowe mistrzostwa Polski seniorów w lekkoatletyce
  - Spała 1993 – srebrny medal w biegu na 400 m[3]

## Rekordy życiowe
- bieg na 400 metrów
  - stadion – 47,52 (Stargard Szczeciński 1991)